# 桜玉吉
桜 玉吉（さくら たまきち、本名：野澤 朗、1961年3月2日 - ）は、日本の漫画家、イラストレーター。東京都出身。東京都立芸術高等学校卒業、多摩美術大学中退。有限会社「玉屋」社長。実姉はイラストレーターの真野匡。
エンターブレイン（旧・アスキー出版）の雑誌を中心に、漫画日記やコンピュータゲームを題材とするギャグ漫画を発表している。代表作に『しあわせのかたち』『漫玉日記』シリーズ。『サンサーラ・ナーガ』シリーズなどのゲームのキャラクターデザインやイラストも手がける。

## 経歴

### 『しあわせのかたち』初期・ゲームパロディ
「MSXマガジン」「スコラ」「平凡パンチ」のカットなど、イラストレーターとしての仕事を経て、1986年よりアスキー発行の「ファミコン通信（現･ファミ通）」創刊号から連載された『し・あ・わ・せのかたち』（のちに『しあわせのかたち』に統一）で漫画家デビュー。ファミコンゲームを題材にしたパロディギャグ漫画で人気を博し、8年間の長期に渡り連載され、OVA化・ドラマCD化もされた。アスキーの漫画部門（現在のエンターブレイン）が設立されたのは、『しあわせのかたち』の人気がきっかけとされている。
1991年3月、作者の突然の体調不良で『しあわせのかたち』の連載が数か月中断される。

### 『しあわせのかたち』後期・日記漫画
1991年7月、「ファミコン通信」が隔週刊から週刊に移行するのに伴い、『しあわせのかたち』の連載が（減ページで）再開されるが、それまでのキャラクター「例の3人組」を用いたパロディ路線から、いきなりエッセイ形式の漫画日記へ移行した。漫画日記には、竹熊健太郎、藤原カムイ、相原コージ、奥村勝彦、押井守、呉智英など、業界関係者も多数登場する。ゲームのパロディネタはたまに行われる程度になった。
さらにゲームパロディでも日記マンガでもない『ラブラブROUTE21』という暗黒舞踏漫画を連載内中編として掲載。ファミコンと全く関係ない内容にもかかわらず、アンケートで上位となった。2014年には劇団Patchの末満健一によって映画化されている。
同じく連載内中編作品の『しあわせのそねみ』は、桜玉吉のターニングポイントとなった。それまでの作風と大きく異なり、写実風の絵柄で暗くひねくれた作風の漫画を数回にわたり展開した。あまりに毒々しい内容であったため、誌上で『この作風が嫌なら、「嫌」と書いたハガキを送ってほしい。「嫌」ハガキが50通来たら考え直す』と告知したら「嫌」ハガキが153通も来たため、直後の回を必要以上にポップな作風で描いた。
『しあわせのそねみ』の作風は一回のみの予定ではあったが、後のエッセイ漫画の作風の実質的なプロトタイプとなり、ここで確立された日記形式の作風は、その後の作品にも受け継がれている。
『しあわせのかたち』は桜玉吉の病状悪化に伴い、作中では玉吉本人がカービィ星へ行くかたちで1994年3月に連載終了となる。

### 『漫玉日記』連載開始
その後、アスキーが発行していた漫画雑誌「ファミコミ」にて、『トル玉の大冒険』を連載。『しあわせのかたち』後期と同形式の日常を描いた漫画日記へと移行する。
1995年に「ファミコミ」と「月刊アスキーコミック」が休刊となり、両誌を引き継ぐ形で創刊された「月刊コミックビーム」に移籍する。それを機に『トル玉の大冒険』から『防衛漫玉日記』にタイトルが変更された。桜玉吉が結成した地球防衛隊（釣りサークル）での活動を中心に描いていたが、私的事情の混乱もあってか次第に無気力になり、防衛隊を解散させて連載を突然終わらせる。
私生活では、『しあわせのかたち』の連載中の1989年にコピーライターの女性と結婚しており、娘をもうけていたが、すれ違いなどが原因で『防衛漫玉日記』終了後に離婚した。しかし、その後も絶縁したわけではなく、子供の親として頻繁にコミュニケーションはとっていた模様。
『防衛漫玉日記』の連載終了後、虚脱状態に陥り、病院で軽いうつ病と診断される。漫画家という孤独な仕事にその原因があると考えた玉吉はペンを置くことを決心する。しかし担当編集者の「何でも独力でやろうとし過ぎる。もっと組織的な活動をすべきである」とのまじめな説得に思いとどまり、漫画家活動のための有限会社設立を決め、有限会社「玉屋」を設立した。
『防衛漫玉日記』から1年の休筆を経て『幽玄漫玉日記』を「月刊コミックビーム」1998年1月号から連載する。『防衛漫玉日記』とほぼ同じ漫画日記の形式をとる内容で、当初「玉屋」の活動日記という体裁の通常のエッセイ漫画を企図していたが、この頃より鬱の症状及びそれに伴う前衛的な表現と、個人の独白のような内容が出始める。画風もデフォルメタッチの表現から、水彩画まで幅広くあり、終盤は後の『御緩漫玉日記』に繋がる現実と虚構が交錯する独特の内容となっており、自己の内面を私小説風に掘り下げつつそれ自体を自己模倣の対象としてユーモラスに描いた。
「月刊コミックビーム」2003年11月号から『御緩漫玉日記』連載。念願叶って手に入れた伊豆の一軒家での生活を描く。また、多摩川の近くに新しく仕事場を借りた頃の過去の回想的な物語も不定期に描かれるが、連載中に急性腹膜炎になり死線を彷徨う。連載再開後は、前々作、前作において見られた、鬱症状を描いた内容および現実と虚構が交錯するメタ表現が顕著に出ており、それに合わせて画風も濃い水墨画を用いた大胆な作風になる事が多くなった。鬱の影響もあって、作画作業が困難になることが多かったらしく、独白のみを描き殴ったような実験的作風も見られ、今まで以上に幻想的な展開となっていく。
「自分の知らない間に勝手に別人格が制作中の漫画を書き換える」など解離性同一性障害を思わせる症状が出始め、体力的・精神的な限界を感じ『御緩漫玉日記』の連載を終了（未完）した。

### 『御緩漫玉日記』連載終了後、現在
連載終了後は「コミックビーム」の宣伝4コマ『読もう! コミックビーム』や僅かなイラスト仕事のみで作品連載は行わず、ヤフーオークションに出品を行って金銭を得ているエピソードが4コマの作中で明かされていた。
東日本大震災を契機に徐々にうつ病が回復し、2012年4月、連載終了から約4年ぶりとなる新作「3・11金曜日」を「コミックビーム」に発表。後に近況と震災時のエピソードを描いた短編作品をまとめた『漫喫漫玉日記 深夜便』が2013年11月に発売。ネットカフェを仕事場代わりにしている近況が明らかにされた。
2013年9月、週刊文春にて漫画日記『日々我人間（ヒビワレニンゲン）』を連載開始。当初は隔週連載だったが現在は週刊連載になっている。
その後も不定期ながら「コミックビーム」などで漫画日記を連載するも、O村に「漫画喫茶にいると若手が真似するからいけない」と言われ『御緩漫玉日記』で購入した伊豆の一軒家に再び拠点を移し、伊豆での暮らしを描いた『伊豆漫玉日記』を「コミックビーム」で不定期連載している。

## ペンネーム
本名・素顔は非公表というのが建前であるが、初期の『MSXマガジン』では本名で（誌上インタビューで顔も出していた）、『ファミコン通信』では桜玉吉名義で活動していた。1987年、『MSXマガジン』がリニューアルしたのを機に「桜玉吉」へ統一。最近は自分の本名を再び作中に登場させ、ネタとして使っている。ペンネームの由来は桜上水に住んでいて、近くに玉川上水があって、めでたいので吉、とのこと。
『SUPER MARIO ADVENTURES マリオの大冒険』執筆時に「チャーリー野沢」というペンネームを使っているが、これはこの作品がアメリカのテレビゲーム雑誌『Nintendo Power』へ掲載される際、糸井重里によって付けられたものであることを雑誌インタビューで桜玉吉本人が語っている。日本へ逆輸入する際に名前をそのまま残したようである。なお玉吉本人は、このペンネームについては気に入っていない旨を発言している。
一時期マンガのネタとして、編集長に本名を姓名判断でバカにされたあてつけからペンネームを編集長の本名である奥村勝彦へ改名した。実際に使用されたのは「コミックビーム」掲載時の一回のみだが、表紙や巻末でも奥村勝彦名義で記載された。

## 作風
絵柄は『しあわせのかたち』に代表されるアニメ風のデフォルメ形、『幽玄漫玉日記』に代表される筆を使った水墨画形、緻密に書き込まれた写実形があり、巧みに使い分けられる。
実在する人物でも作品に登場する際にはキャラ付けされているため、必ずしもその人物本来の性格、容姿、行動等と一致しないことがある。
特に『しあわせのかたち』における終盤の担当者は本人の意向もあり、奇行、支離滅裂な発言、鼻提灯であることが多い等の過剰な演出で作品に登場していた。
日記形式の作風は本質的に自分や他人の私生活をダシにするというものであるため、「周囲の人間をいじくり倒し本当にロクな者ではない。こんな事でしかメシを食えぬ人間」と葛藤する様子も時折見せる。

## 作品リスト

### 漫画作品
- のんきな父さん（MSXマガジンほか）
- しあわせのかたち（ファミコン通信）
  - ラブラブROUTE21（連載内中編）
  - しあわせのそねみ（連載内中編）
- 渡る世間にメガトンパンチ（ファミコミ）
- 甲殻大戦争（コミックマスター）
- トル玉の大冒険（ファミコミ）
- 防衛漫玉日記（コミックビーム）
- 幽玄漫玉日記（コミックビーム）
- 御緩漫玉日記（コミックビーム）
- 漫喫漫玉日記 深夜便（コミックビーム）
- 漫喫漫玉日記 四コマ便（コミックビーム）
- なぁゲームをやろうじゃないか!!（月刊アフタヌーン）
- おやじの惑星（白夜書房、短編集）
- ブロイラーおやじFX（グランドチャンピオン）
- ブロイラーおやじFX+（コミックビーム、上記『甲殻大戦争』を収録）
- ゲイツちゃん（週刊アスキー）
- 読もう! コミックビーム（ファミ通）
- SUPER MARIO ADVENTURES マリオの大冒険（英語版）（竹熊健太郎 原作、チャーリー野沢 名義）[1][2]
- おやじ文庫（ビームコミックス文庫、上記『おやじの惑星』の新装版）
- ゲイツちゃんxp（週刊アスキー）
- 日々我人間シリーズ（週刊文春）
  - 『日々我人間』文藝春秋、2016年11月28日。ISBN 978-4-16-390564-8。
  - 『日々我人間2』文藝春秋、2020年1月16日。ISBN 978-4-16-391155-7。
  - 『日々我人間3』文藝春秋、2023年2月22日。ISBN 978-4-16-391665-1。
- 伊豆漫玉シリーズ（エンターブレイン）
  - 『伊豆漫玉日記』KADOKAWA〈ビームコミックス〉、2017年1月25日。ISBN 978-4-0473-4442-6。
  - 『伊豆漫玉ブルース』KADOKAWA〈ビームコミックス〉、2019年1月12日。ISBN 978-4-0473-5482-1。
  - 『伊豆漫玉エレジー』KADOKAWA〈ビームコミックス〉、2021年4月12日。ISBN 978-4-0473-6603-9。
- スーパーマリオ外伝 ひげとボインとひげ（アスキーコミック、オムニバス作品『ファミ通コミックキッズ ヨッシーアイランド』に収録）

### キャラクターデザイン
- サンサーラ・ナーガ（FC / ビクターエンタテインメント）
- サンサーラ・ナーガ2（SFC / ビクターエンタテインメント）
- サンサーラナーガ1×2（GBA / ビクターエンタテインメント）
- ダンジョンランド（GB / エニックス）
- タワードリーム（SFC / アスキー）
- タワードリーム2（PS / アクセラ）
- ピキーニャ!（SFC / アスキー）
- ピキーニャ!☆エクセレンテ☆（PS / アスキー）
- ピキーニャ!ぽけっとランナー（携帯ゲーム機 / アスキー）

### その他作品
- アイコ十六歳 イメージイラスト
- MSX MAGAZINE 永久保存版 イラスト（アスキー）
- MSX MAGAZINE 永久保存版2 イラスト（アスキー）
- 桜玉吉のかたち（エンターブレイン、2000年6月）ISBN 978-4-7577-0045-1

彼の半生を知人・親族のインタビュー等でまとめた本
- しあわせ 桜玉吉開運画集（エンターブレイン）
- ザ・コレクション サンサーラ・ナーガ2―メイキング・オブ・サンサーラ・ワールド（メディアワークス）

同名ゲームの設定画および書き下ろしイラストが大量に収録
- 役満天国（ファミリーコンピュータ用ソフト）説明書イラスト
- まんがの森看板 - 上野店、旧・高田馬場店（現・コアブックス）、渋谷店、広告（JR吉祥寺駅構内）

『しあわせのかたち』のキャラクターイラストが使われていた。まんがの森の全店閉店により現存せず。
- 『犬の気持ちは、わからない 〜熱海バセット通信〜』（著者：押井守） イラスト

## 関連人物
- 奥村勝彦（O村）
- 牧野伸康（チョリソのぶ）プロモデラー、造形師、アシスタント
- 武井宏之（カメさん）元アシスタント
- 肉柱ミゲル（みげー君）元アシスタント
- 竹熊健太郎（キー坊）予備校時代からの友人
- 田中パンチ（編集・プロデュース）